# カレッジフットボールプレーオフ2024-2025シーズン
カレッジフットボール・プレーオフ2024-25（2024–25_College_Football_Playoff）は、2025年1月に予定のNCAA・ディビジョンI/FBSにおける2024年シーズンの全米王者を決める一発勝負のトーナメント戦である。
これまでのCFPはスタートから10年間、4チームのみ出場という方式であったが、このシーズンより12チームに出場チームが拡大して迎える初めてのCFPとなる。 トップ5カンファレンスの王者は出場が確定し、残りの7チームは成績上位チームによって決定。トップ4チームはプレーオフのファーストラウンドを免除 (シード扱い) となる。

## 試合

### スケジュール
全ての時間は現地時間(アメリカ東部標準時)。ソース
| Round              | Date       | Time  | Matchup | Bowl game                    | Location                                                 | TV       |
| ------------------ | ---------- | ----- | ------- | ---------------------------- | -------------------------------------------------------- | -------- |
| ファーストラウンド | 2024/12/20 | 20:00 |         | —                            | 未定                                                     | ABC/ESPN |
| ファーストラウンド | 2024/12/21 | 12:00 |         | —                            | 未定                                                     | TNT      |
| ファーストラウンド | 2024/12/21 | 16:00 |         | —                            | 未定                                                     | TNT      |
| ファーストラウンド | 2024/12/21 | 20:00 |         | —                            | 未定                                                     | ABC/ESPN |
| 準々決勝           | 2024/12/31 | 19:30 |         | フィエスタボウル             | ステートファーム・スタジアム／アリゾナ州グレンデール     | ESPN     |
| 準々決勝           | 2025/1/1   | 13:00 |         | ピーチボウル                 | メルセデス・ベンツ・スタジアム／ジョージア州アトランタ   | ESPN     |
| 準々決勝           | 2025/1/1   | 17:00 |         | ローズボウル                 | ローズボウル ／カリフォルニア州パサデナ                  | ESPN     |
| 準々決勝           | 2025/1/1   | 20:45 |         | シュガーボウル               | シーザーズ・スーパードーム／ルイジアナ州ニューオーリンズ | ESPN     |
| 準決勝             | 2025/1/9   | 19:30 |         | オレンジボウル               | ハードロック・スタジアム／フロリダ州マイアミガーデンズ   | ESPN     |
| 準決勝             | 2025/1/10  | 19:30 |         | コットンボウル               | AT&Tスタジアム ／テキサス州アーリントン                  | ESPN     |
| 決勝               | 2025/1/20  | 19:30 |         | ナショナルチャンピオンシップ | メルセデス・ベンツ・スタジアム／ジョージア州アトランタ   | ESPN     |